# 曼島鐵路
萌島鐵路（英語：Isle of Man Railway）是萌島上的窄軌蒸汽火車鐵路系統，連接道格拉斯和卡斯爾敦、愛琳港三地，全長15.3英里（24.6）。現在萌島鐵路由萌島政府所有，仍然維持了開業當時的設施和機車。

## 外部連結
- Isle of Man Transport & Isle of Man Railways Site （页面存档备份，存于）
- Isle of Man Guide - Steam Railway （页面存档备份，存于）